# Associação Atlética da Bahia
A Associação Atlética da Bahia (AAB) é um clube brasileiro multiesportivo da cidade de Salvador, capital do estado da Bahia. Foi campeão estadual de futebol masculino e é um dos clubes tradicionais no tênis baiano. Era um dos principais times tradicionais do Estado da Bahia ao lado também do Yankee Foot-Ball Club, Energia Circular Sport Clube e do Clube Bahiano de Tênis que fundariam em 1931 o Esporte Clube Bahia, o Maior Clube da Região Nordeste do Brasil.
Foi fundado em 4 de outubro de 1914 na Avenida Sete de Setembro, então rua São Pedro, no centro de Salvador. Nesse mesmo ano, também foram fundados o Yankee Foot-Ball Club e vários outros clubes de futebol na cidade em decorrência de partida disputada no Campo da Pólvora entre o Esporte Clube Ypiranga e uma equipe do navio-escola Benjamim Constant da Marinha brasileira. Embora a atenção principal tenha sido para o futebol, desde o início foi estabelecido como clube esportivo de prática de várias modalidades.
No futebol masculino, foi campeão do Campeonato Baiano de Futebol na temporada de 1924 e do Torneio Início da Bahia de 1928. Foi ainda vice-campeão baiano por quatro vezes (1921, 1922, 1923 e 1925).[carece de fontes?] Entretanto, em 1930 houve o fechamento de seu departamento de futebol. O mesmo havia ocorrido com o Bahiano de Tênis e futebolistas até então ligados a ambos deram origem ao Esporte Clube Bahia no ano seguinte.

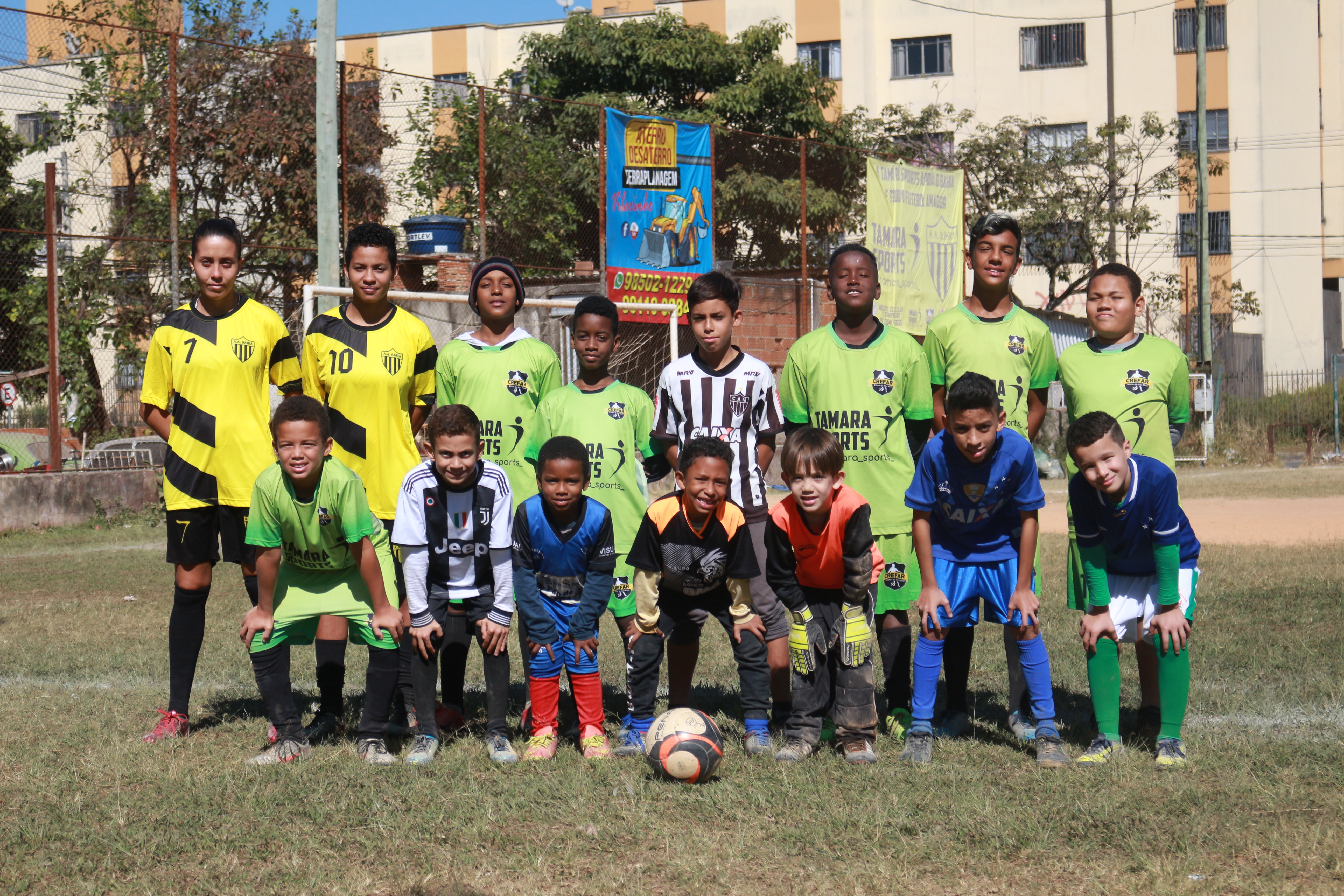
Crianças treinadas, de 2019, pela diretoria do time de futebol feminino da Associação Atlética